# Fujisawa
Fujisawa (藤沢市, Fujisawa-shi) és una ciutat de la prefectura de Kanagawa, al Japó.
A data de febrer de 2015, la ciutat tenia una població estimada de 420.254 habitants i una densitat de població de 6.040 persones per km². Fujisawa té una àrea total de 69,57 km².

## Geografia
Fujisawa està situada a la part central de la prefectura de Kanagawa. Topa amb la badia de Sagami de l'oceà Pacífic pel sud. El nord de la ciutat es troba a l'altiplà de Sagamino. Fujisawa presenta tres elements topogràfics notables: l'illa d'Enoshima pel sud, connectada a la línia de costa de Katase a través d'un pont; i dos rius, el Hikichi i el Sakai, que creuen la ciutat en direcció nord-sud.
L'origen del Hikichi es troba en un parc de reserva natural de la ciutat de Yamato i flueix directament al llarg de la base naval i aèria d'Atsugi i el Camp Zama de l'exèrcit dels Estats Units. El riu Sakai prové de les muntanyes entre Machida i Hachioji, i durant part del seu recorregut fa de frontera entre l'àrea metropolitana de Tòquio i la prefectura de Kanagawa.

### Ciutats veïnes
Ebina té frontera per l'oest, el nord i l'est amb ciutats de la prefectura de Kanagawa:
- Yokohama
- Kamakura
- Yamato
- Ebina
- Ayase
- Samukawa
- Chigasaki

## Història

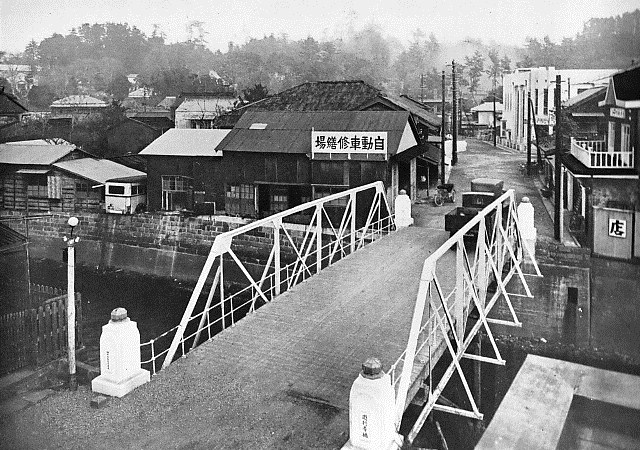
Fujisawa en el 1933

L'àrea de l'actual Fujisawa ha estat habitada durant milers d'anys. S'hi han trobat eines de pedra i altres restes del període paleolític japonès, fragments ceràmics del període Jomon, i tombes del període Kofun en nombrosos indrets. L'àrea apareix esmentada en les cròniques Nihon Shoki del període Nara. En temps del període Heian, el centre de la província de Sagami fou dividida en shōens controlats per Muroako, Oe i altres cabdills militars locals. Durant el període Kamakura, Fujisawa fou escenari de diverses batalles per enderrocar el shogunat de Kamakura. Durant el període Muromachi, Fujisawa va desenvolupar-se al voltant del temple budiste de Yugyo, que fou establert el 1325.
Amb l'inici del període Edo, Fujisawa prosperà gràcies a Fujisawa-shuku, una parada de correu situat en la carretera Tōkaidō que connectava Edo i Kioto. El shogun Tokugawa Ieyasu construí un palau a Fujisawa per descansar en els viatges entre Edo i Sunpu.
Durant la restauració Meiji, l'àrea fou dividida en viles del districte de Kōza i del districte de Kamakura dins de la prefectura de Kanagawa. L'oficina del districte de Kōza fou establerta a Fujisawa des del 1878. L'àrea va desenvolupar-se ràpidament gràcies a l'innauguració de l'estació de Fujisawa de la línia Tōkaidō el 1887.
Durant la reforma del cadastre de l'1 d'abril de 1889, es van crear els pobles de Fujisawa-Ōsaka (districte Kōza) i Fujisawa-Ōtomi (districte de Kamakura) via la fusió de llogarets local. L'emperador Meiji va visitar Fujisawa el 1891 per supervisar maniobres militars. El 49è Règim d'Infanteria de la 1a divisió de l'exèrcit imperial japonès estava estacionada a Fujisawa des del 1907. Aquest mateix any, el poble de Fujisawa-Ōsaka absorbí el poble Fujisawa-Ōtomi, i es va expandir encara més l'any 1908 annexant les viles veïnes de Kugenuma i Meiji (ambdues del districte de Kamakura), reanomenant-se poble de Fujisawa en el procés.
El gran terratrèmol de Kanto del 1923 causà grans danys a Fujisawa, amb al voltant de 4.000 cases destruïdes. L'Escola d'Artilleria de l'exèrcit imperial va establir-se a Tsujido el 1926.
El poble de Fujisawa esdevingué ciutat l'1 d'octubre de 1940. Fujisawa va expandir-se encara més a l'annexar el poble de Muraoka el 1941, el poble de Mutsuai el 1942, el poble de Katase el 1947, i les viles de Goshomi, Chogo, Takakura i parts de Koide (llogaret d'Endo) el 1955. Fujisawa allotjà els esdeveniments nàutics de les Olimpiades d'Estiu del 1964. Això va causar la millora de connexions de transport de la ciutat, com la línia del metro de Yokohama i el servei de tren exprés de la línia Odakyu; cosa que ha convertit Fujisawa en una ciutat dormitori de l'àrea de Tòquio i Yokohama.

## Economia
Fujisawa té una economia mixta amb una base industrial sòlida. Isuzu té una fàbrica de caminos a Tsuchidana. Kobe Steel té una fàbrica a l'est de la ciutat, així com NSK Ltd. Microprecision, una companyia que manufactura coixinets i parts de precisió. Sony hi té el Centre Tecnològic de Shonan. La Corporació Ebara, un manufacturador de bombes d'aigua i equipament de tractament d'aigua té una planta a Fujisawa.
Fujisawa té nombrosos centres comercials.

## Agermanament
- Miami Beach, Florida, EUA, des del 5 de març de 1959
- Matsumoto, Nagano, Japó, des del 29 de juliol de 1961
- Kunming, Yunnan, Xina, des del 5 de novembre de 1981 (ciutat amiga)
- Windsor, Ontario, Canadà, des del 2 de desembre de 1987
- Boryeong, Chungcheong, Corea del Sud, des del 15 de novembre de 2002